# Ясень (Томашовський повіт)
Ясень (пол. Jasień) — село в Польщі, у гміні Любохня Томашовського повіту Лодзинського воєводства.
Населення — 236 осіб (2011).
У 1975-1998 роках село належало до Пйотрковського воєводства.

## Демографія
Демографічна структура станом на 31 березня 2011 року:
|          | Загалом | Допрацездатний вік | Працездатний вік | Постпрацездатний вік |
| -------- | ------- | ------------------ | ---------------- | -------------------- |
| Чоловіки | 129     | 30                 | 84               | 15                   |
| Жінки    | 107     | 16                 | 57               | 34                   |
| Разом    | 236     | 46                 | 141              | 49                   |